# جاسوس من
جاسوس من (به انگلیسی: My Spy) یک فیلم جاسوسی کمدی آمریکایی به کارگردانی پیتر سگال با بازی دیو باتیستا، کریستن شوال، پریسا فیتز-هنلی، کلوئه کلمن و کن جیونگ می‌باشند. داستان فیلم دربارهٔ یک مأمور سیا است که باید از یک دختر جوان محافظت کند. در این بین او با اتفاقات خنده دار و گاها خطرناکی روبرو می‌شود...

این فیلم در ۹ ژانویه ۲۰۲۰ در استرالیا توسط اس‌تی‌اکس انترتینمنت اکران شد. در ۸ آوریل ۲۰۲۰، حقوق توزیع آن توسط استودیو آمازون به دلیل همه‌گیری کووید ۱۹ که سینماها را در سراسر جهان تعطیل کرده بود خریداری کرد. این فیلم به صورت دیجیتالی در آمازون پرایم ویدئو و در سینماهای ایالات متحده در ۱۶ ژوئن ۲۰۲۰ منتشر شد و نظرات متفاوتی دریافت کرد. قسمت دوم این فیلم با عنوان جاسوس من: شهر ابدی قرار است در سال ۲۰۲۴ منتشر شود.

## بازیگران
- دیو باتیستا به عنوان جی جی
- کریستین شال به عنوان بابی
- پریسا فیتز-هنلی به عنوان کیت
- کلوئه کلمن در نقش سوفی
- کن جیونگ به عنوان کیم
- دیوید راجرز به عنوان کارلوس
- نیکی هان
- اولیویا دپاتی در نقش سلما

## تولید

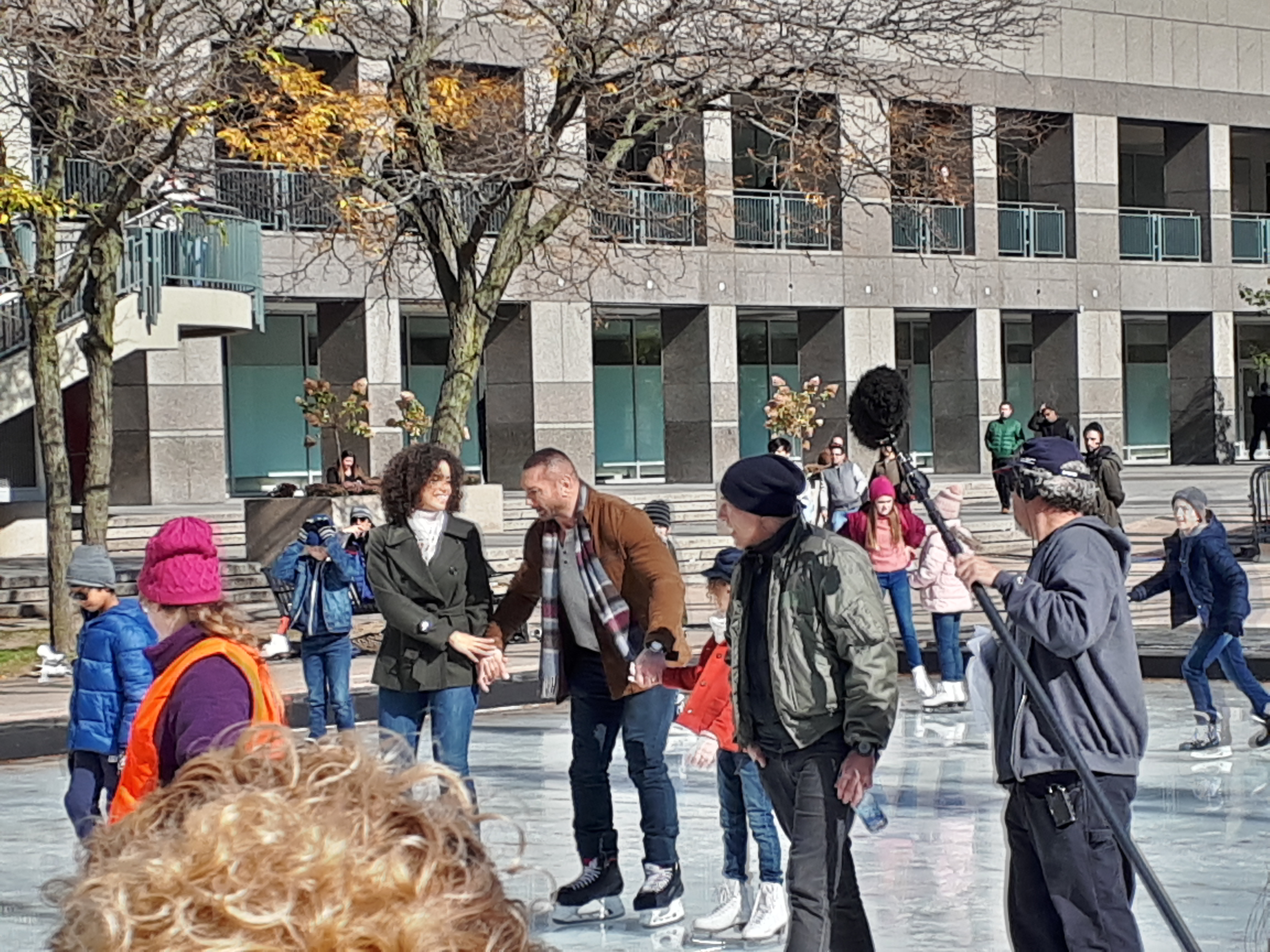
فیلمبرداری در میدان مل لستمن در اکتبر سال ۲۰۱۸

فیلمبرداری اصلی این فیلم در ۱۵ اکتبر ۲۰۱۸ در تورنتو، انتاریو، کانادا شروع شد؛ و در ۳۰ نوامبر ۲۰۱۸ به پایان رسید.

## انتشار
این فیلم در ابتدا قرار بود برای اکران در ۲۳ اوت ۲۰۱۹ آماده شود، اما از زمان اکرانموکل شد به تاریخ ۹ ژانویه سال ۲۰۲۰.